# Don Jowett

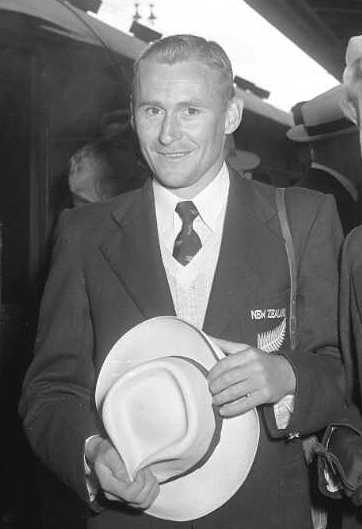
Don Jowett (1954)

Don Jowett OAM (eigentlich Donald Winston Jowett; * 4. März 1931 in Wellington; † 20. Juli 2011 in Brisbane, Australien) war ein neuseeländischer Sprinter.
1950 gewann er bei den British Empire Games in Auckland Bronze über 220 Yards. Bei den British Empire and Commonwealth Games in Vancouver siegte er über 220 Yards und errang Silber über 440 Yards.
Dreimal wurde er Neuseeländischer Meister über 220 Yards (1952–1954) und viermal über 440 Yards (1953–1955, 1957). Seine Tochter Sue Jowett nahm als Sprinterin an den Olympischen Spielen 1976 teil.
Für seine Verdienste um den Sport, insbesondere die Leichtathletik, als Verwaltungsbeamter, technischer Offizieller und Trainer sowie für seine Verdienste um die Gemeinschaft durch kirchliche und soziale Organisationen wurde er 2005 mit der Medaille des Order of Australia ausgezeichnet.

## Persönliche Bestzeiten
- 220 Yards: 21,2 s, 6. März 1954, Hamilton (entspricht 21,1 s über 200 m)
- 440 Yards: 47,4 s, 7. August 1954, Vancouver (entspricht 47,1 s über 400 m)